# Isla Buckle

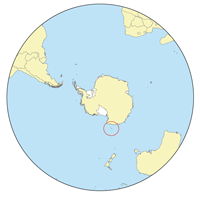
Situación de las islas Balleny.

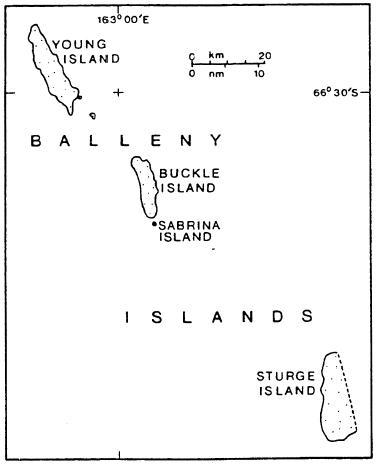
La isla Buckle está en medio de las islas Balleny.

La isla Buckle (en inglés: Buckle Island) (66°39′S 163°3′E / -66.650, 163.050) es una de las tres islas principales de las deshabitadas islas Balleny el grupo está localizado en el océano Antártico. Está a 25 km  al noroeste de la isla Sturge y a 8 km al sudeste de la isla Young, a unos 110 kilómetros al nornordeste del cabo Belousov sobre el continente Antártico.
La isla Buckle tiene una forma próxima a un triángulo, con el lado este largo y las costas occidentales y la costa norte cortas. Esto es, aproximadamente, de cuatro km de ancho en el norte, y su longitud máxima es de 8 km. La isla es de origen volcánico, y está todavía activo, la última erupción data del año 1899. Es uno de los tres volcanes de la Antártida (junto al monte Erebus y la isla Decepción) en donde se han observado erupciones.
El punto más septentrional de la isla Buckle es el cabo de Cornualles. Varios pequeños islotes están también en el canal que separa dicho cabo de la isla Young, el más grande de los cuales es la isla Borradaile. Varios pequeños islotes están en el extremo sur de la isla, el cabo McNab, incluyendo la isla Sabrina, con un monolito (The Monolith) de 80 metros de alto, una acumulación de rocas. Tanto la isla Buckle como la isla Sabrina es el lugar de anidamiento de las colonias del pingüino de Adelia (Pygoscelis adeliae) y el pingüino barbijo (Pygoscelis antarctica).

## Reclamación territorial
La isla es reclamada por Nueva Zelanda como parte de la Dependencia Ross, pero esta reclamación está sujeta a las disposiciones del Tratado Antártico. 